# 肯薩綠地
肯薩綠地（英語：Kensal Green）是英格蘭倫敦的一個地區，位於布倫特倫敦自治市。這一地區主要是一個住宅區，前往倫敦市中心的交通良好，有肯薩綠地站可以通過地鐵直達市中心。